# 長吻頦齒魚
長吻頦齒魚（学名：Mentodus longirostris），為管肩魚科的一種深海魚類，其种加词“longirostris”意为“长吻的”。分布於大西洋及西北太平洋亞熱帶海域，深度1450-1700公尺，體長可達20.2公分，棲息在底層水域，生活習性不明。